# Santiago Mitre
Santiago Mitre (Buenos Aires, 4 de dezembro de 1980) é um cineasta e roteirista argentino.